# Chrysobothris carmelita
Chrysobothris carmelita es una especie de escarabajo del género Chrysobothris, familia Buprestidae. Fue descrita científicamente por Fall en 1907.
Se encuentra en Arizona y California. Las larvas se encuentran en Acacia greggii Gray, Mimosa spp. y Olneya tesota Gray.